# Барзания, Самсон Хабугович
Самсон Хабугович Барзания (1910 год, село Лыхны, Сухумский округ, Кутаисская губерния, Российская империя — 1949 год, село Лыхны, Гудаутский район, Абхазская АССР, Грузинская ССР) — звеньевой колхоза имени Молотова Гудаутского района, Абхазская АССР, Грузинская ССР. Герой Социалистического Труда (1948).
Младший брат Героя Социалистического Труда Алексея Хабуговича Барзании.

## Биография
Родился в 1910 году в крестьянской семье в селе Лыхны Сухумского округа. С подросткового возраста трудился в личном сельском хозяйстве. Во время коллективизации одним из первых вступил в местный колхоз имени Молотова Гудаутского района. Трудился рядовым колхозником, в послевоенные годы возглавлял полеводческое звено.
В 1947 году звено под его руководством собрало в среднем с каждого гектара по 71,24 центнера кукурузы на участке площадью 3 гектара. Указом Президиума Верховного Совета СССР от 21 февраля 1948 года удостоен звания Героя Социалистического Труда за «получение высоких урожаев кукурузы и пшеницы в 1947 году» с вручением ордена Ленина и золотой медали «Серп и Молот» (№ 652).
Этим же Указом званием Героя Социалистического Труда были награждены труженики колхоза имени Молотова Гудаутского района бригадир Калистрат Константинович Сакания, звеньевые Алексей Хабугович Барзания, Кязим Османович Бганба, Теймур Согумович Джарсалия и Арзамет Сабаевич Чантурия.
Проживал в родном селе Лыхны Гудаутского района. Скоропостижно скончался в 1949 году.